# Llwynypia
Llwynypia ou Llwyn-y-pia est un village et une communauté du borough de comté de Rhondda Cynon Taf, au pays de Galles.

## Géographie
Llwynypia est situé dans la vallée de la Rhondda Fawr, à 2 km en amont de la ville de Tonypandy.
La gare de Llwynypia (en) est desservie par les trains de la Rhondda line (en) qui relie Cardiff à Treherbert.

## Démographie
Au recensement de 2011, la communauté de Llwynypia comptait 2 247 habitants.